# Amauria
Amauria Benth. é um género botânico pertencente à família Asteraceae.

## Espécies
Apresenta cinco espécies:
- Amauria brandegeana
- Amauria carterae
- Amauria cartetae
- Amauria dissecta
- Amauria rotundifolia